# Quiet quitting

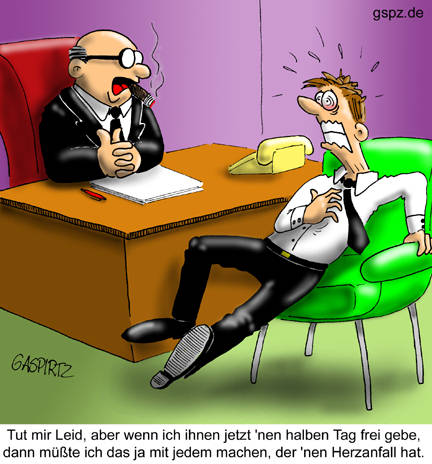
«Em sap greu, però si ara li dono mig dia de baixa, després ho hauré de fer amb tothom qui tingui un atac de cor».

Quiet quitting (en català es pot traduir per «renúncia silenciosa» o «feina fuig») és un terme anglès d'ètica deontològica per a referir-se a l'actitud dels treballadors de fer la mínima feina possible sense arriscar el lloc de treball. El terme va ser encunyat per l'economista Mark Boldger el 2009 en un simposi a la Universitat de Texas A&M sobre la realitat socioeconòmica de Veneçuela i ha estat utilitzat també pels teòrics socials Nick Adams i Thomas Sowell. El concepte està relacionat amb el moviment de protesta xinès tang ping que va començar el 2021. El seu ús va guanyar popularitat després d'un vídeo viral a TikTok a mitjans de 2022.
La filosofia del quiet quitting no consisteix en absentar-se del lloc de treball ni deixar-lo de cop, sinó en fer just el que requereix el treball i estipula el contracte, ni més ni menys, sense acceptar tasques addicionals i abandonant l'ambició d'«anar més enllà». L'objectiu principal d'aquest posicionament és rebel·lar-se contra el treball excessiu, evitar la síndrome d'esgotament professional i prestar més atenció a la salut mental i el benestar emocional del conjunt dels individus.